# Монгардіно
Монгардіно, Монґардіно (італ. Mongardino, п'єм. Mongardin) — муніципалітет в Італії, у регіоні П'ємонт,  провінція Асті.
Монгардіно розташоване на відстані близько 480 км на північний захід від Рима, 50 км на південний схід від Турина, 6 км на південь від Асті.
Населення — 948 осіб (2014).

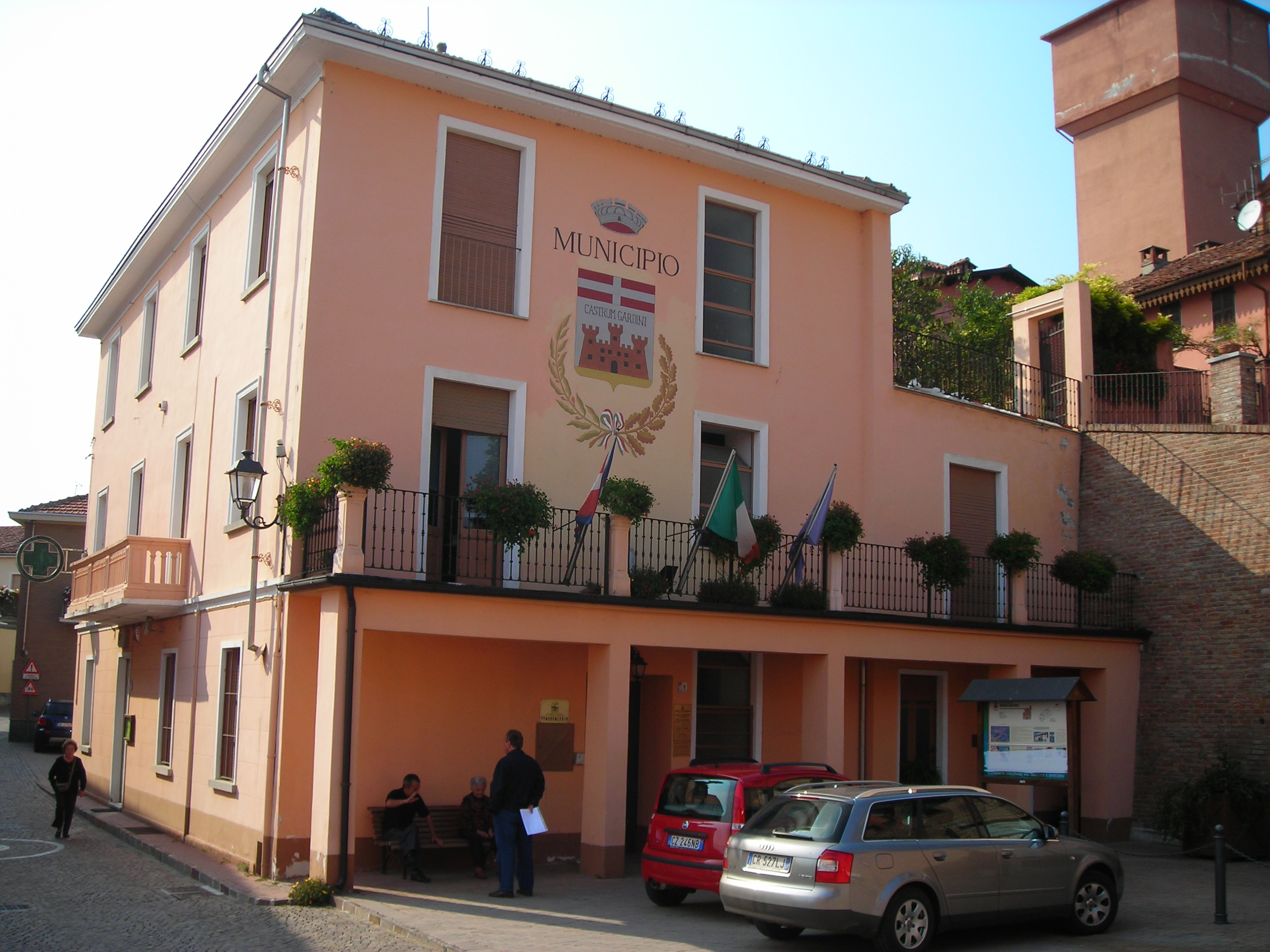

Щорічний фестиваль відбувається 22 січня. Покровитель — San Vincenzo di Saragozza.

## Демографія
Населення за роками:

Станом на 1 січня 2023 року в муніципалітеті офіційно проживало 36 іноземців з 13 країн, серед них 4 громадяни країн Євросоюзу.

## Сусідні муніципалітети
- Асті
- Ізола-д'Асті
- Вільяно-д'Асті

## Галерея зображень

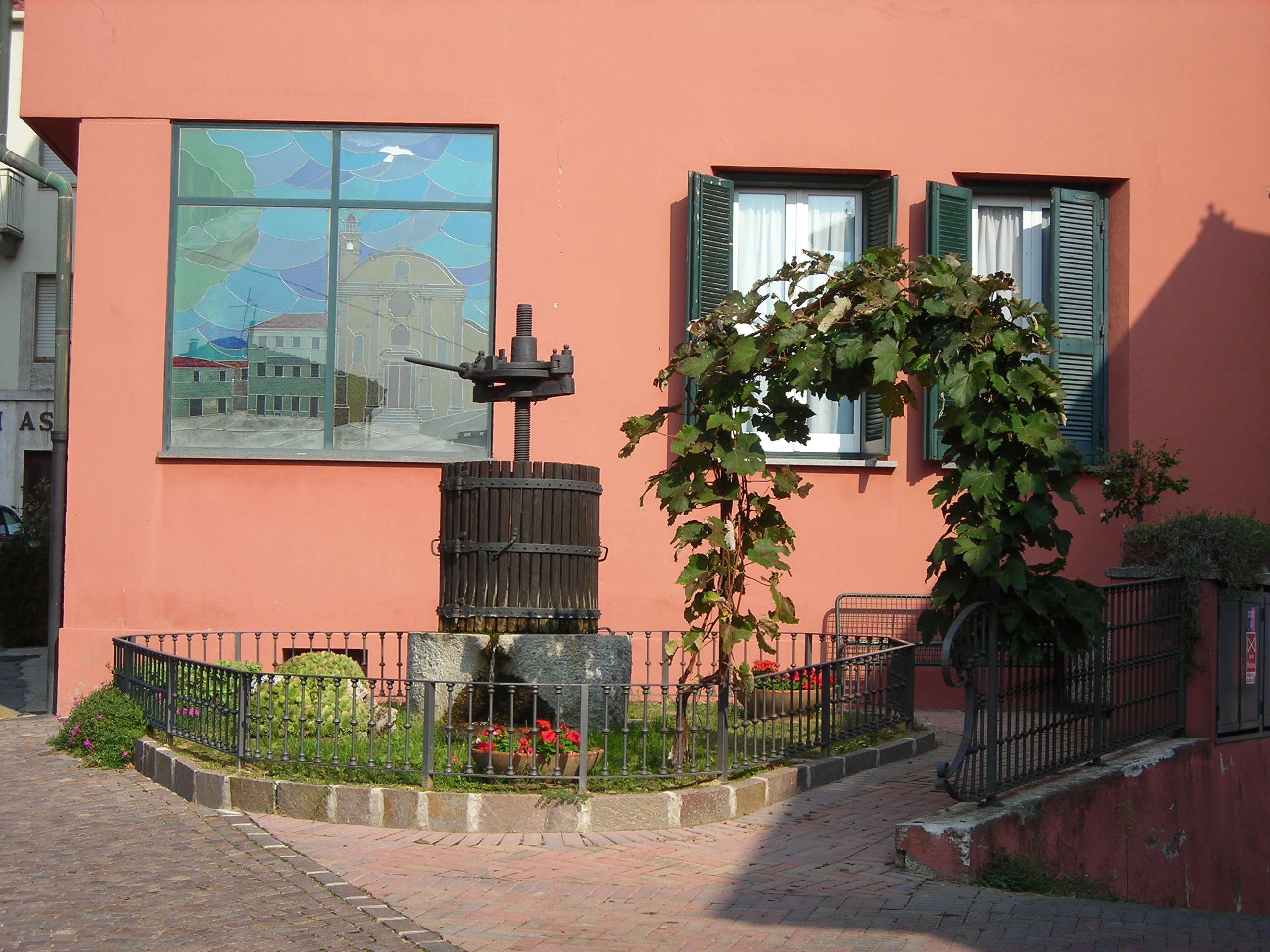
Fontana di fronte al palazzo del comune.
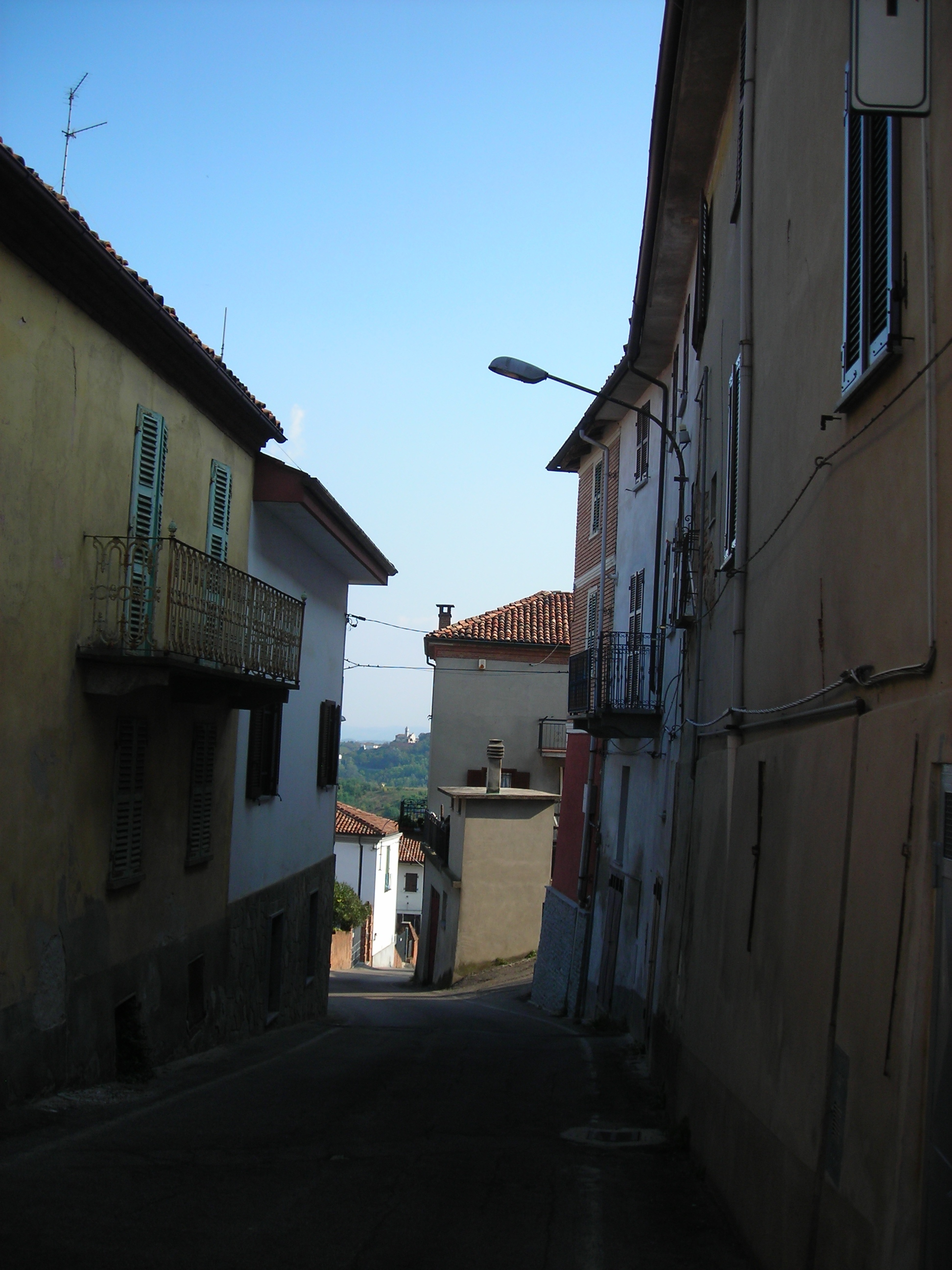
Via Gioberti, detta via lunga.
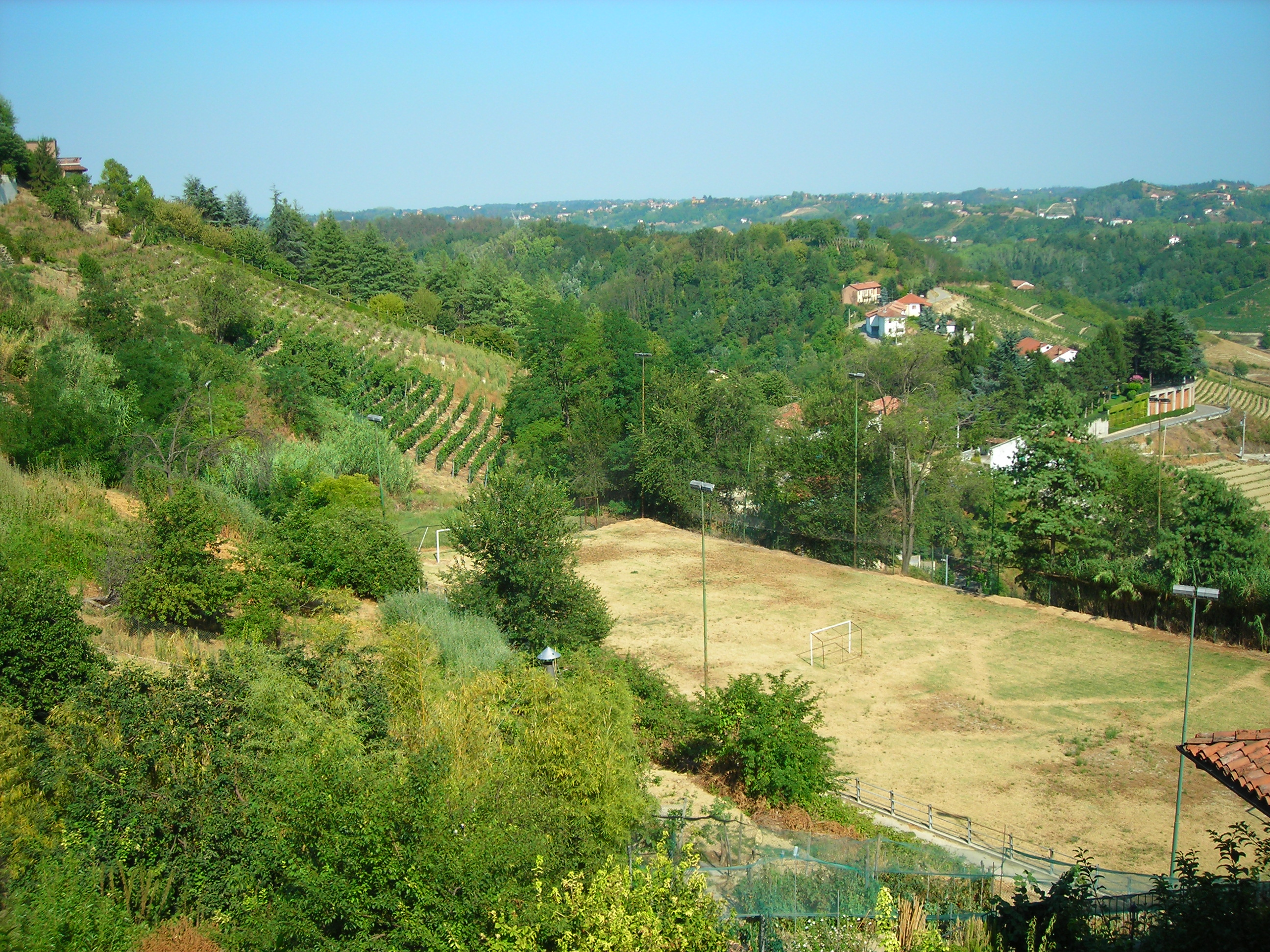
Il campo sportivo.
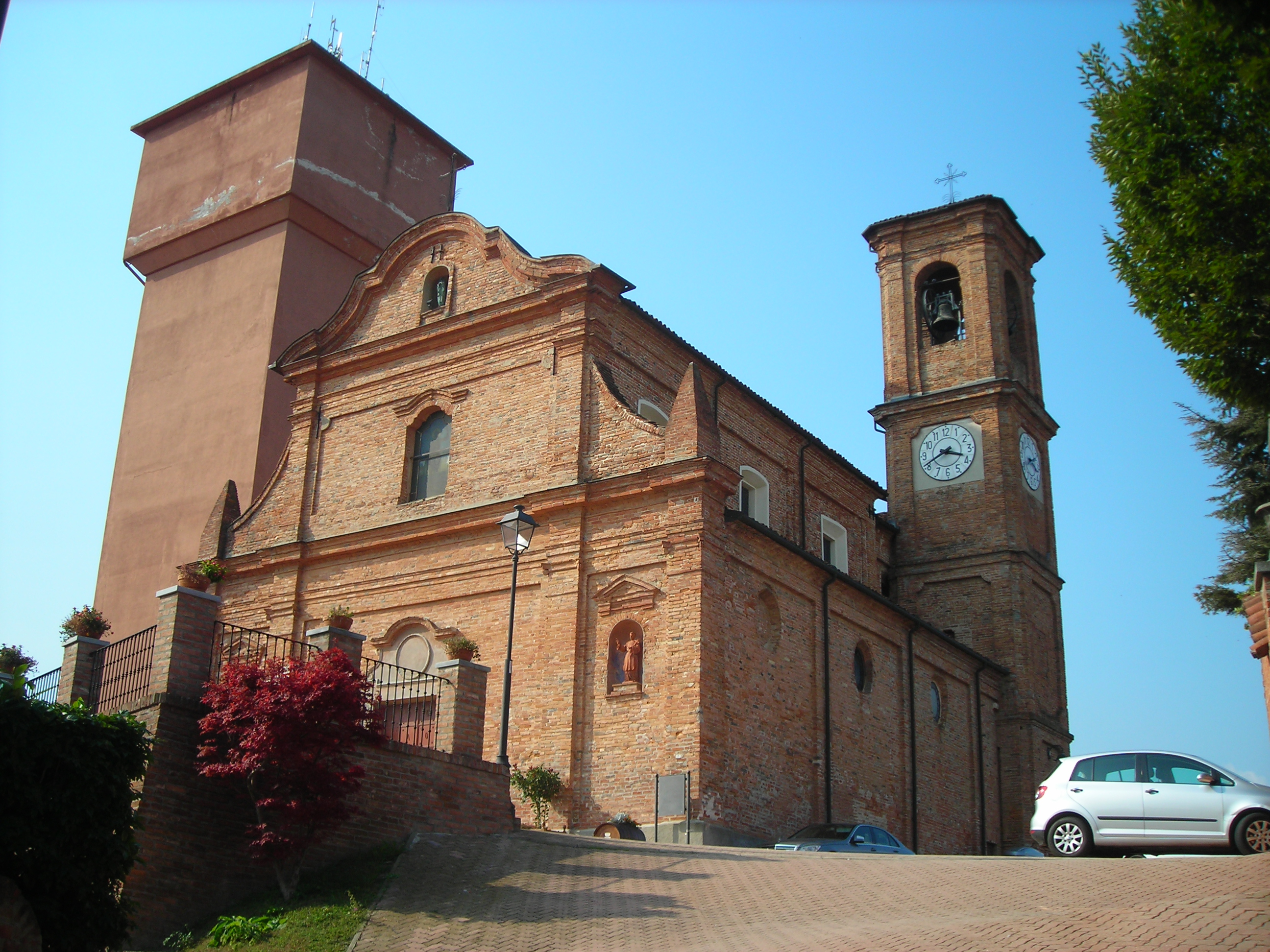
La chiesa, con alle spalle la torre dell'acqua ormai in disuso.
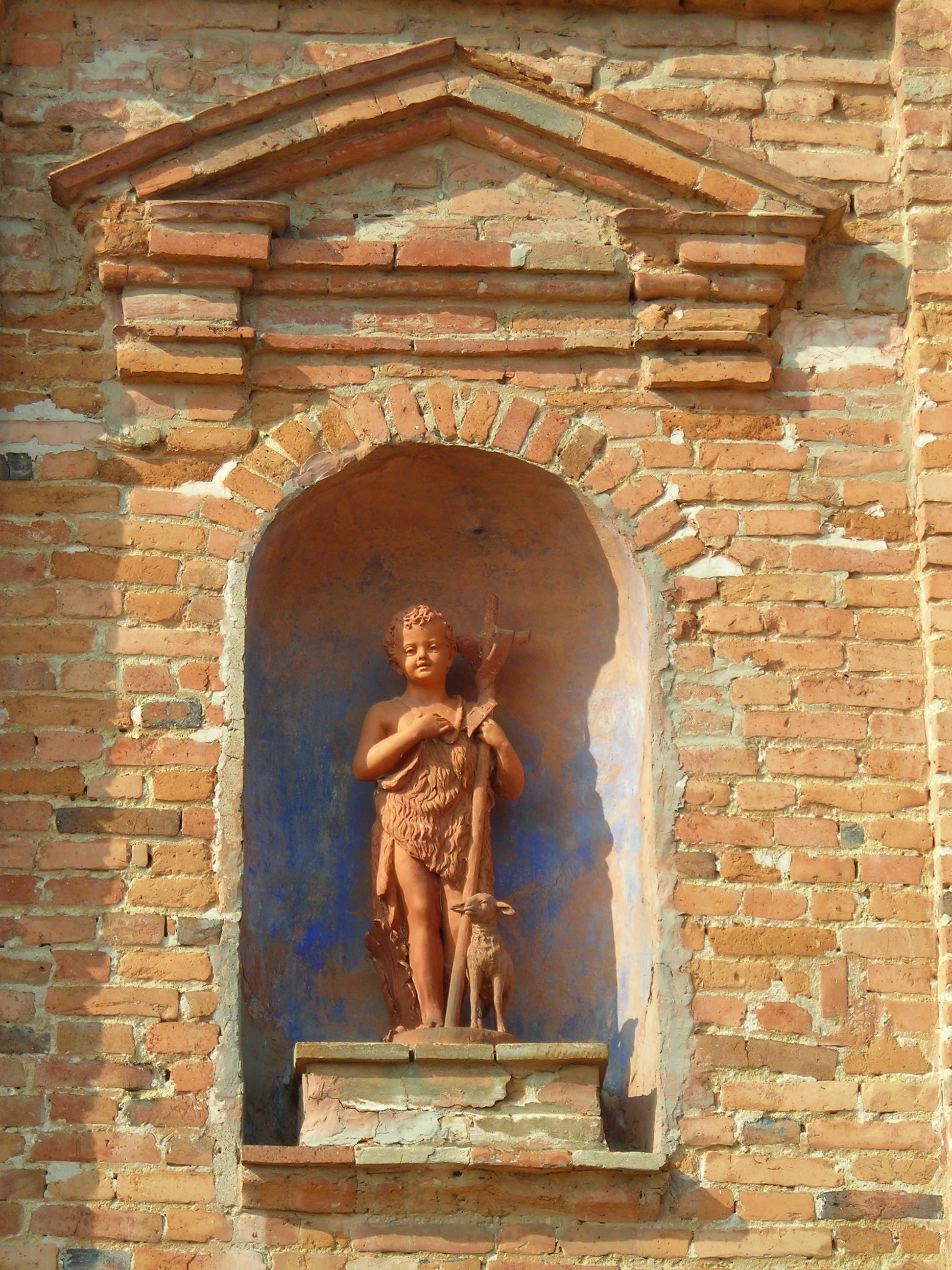
Statua sulla facciata della chiesa.
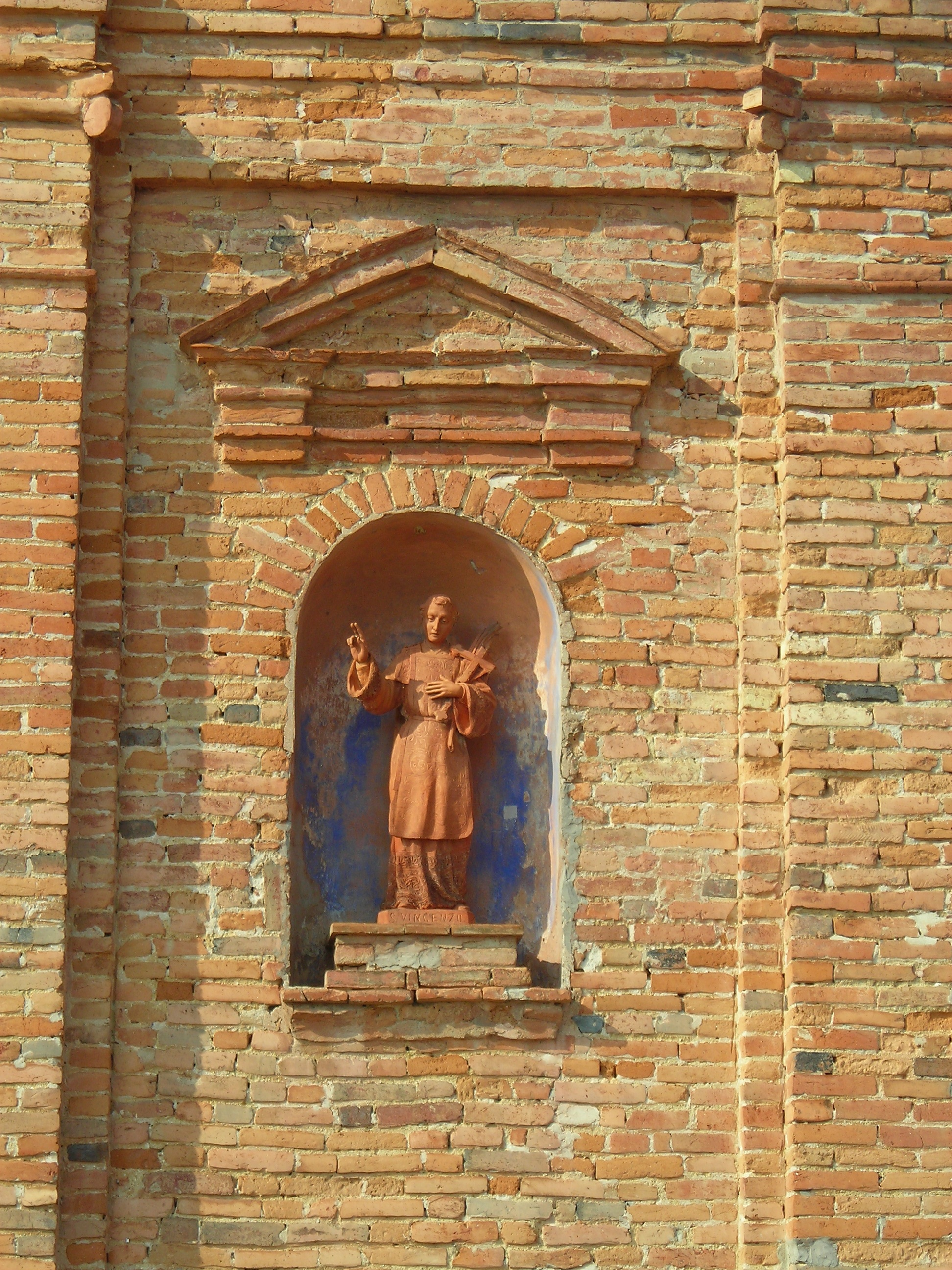
Statua di S.Vincenzo sulla facciata della chiesa.
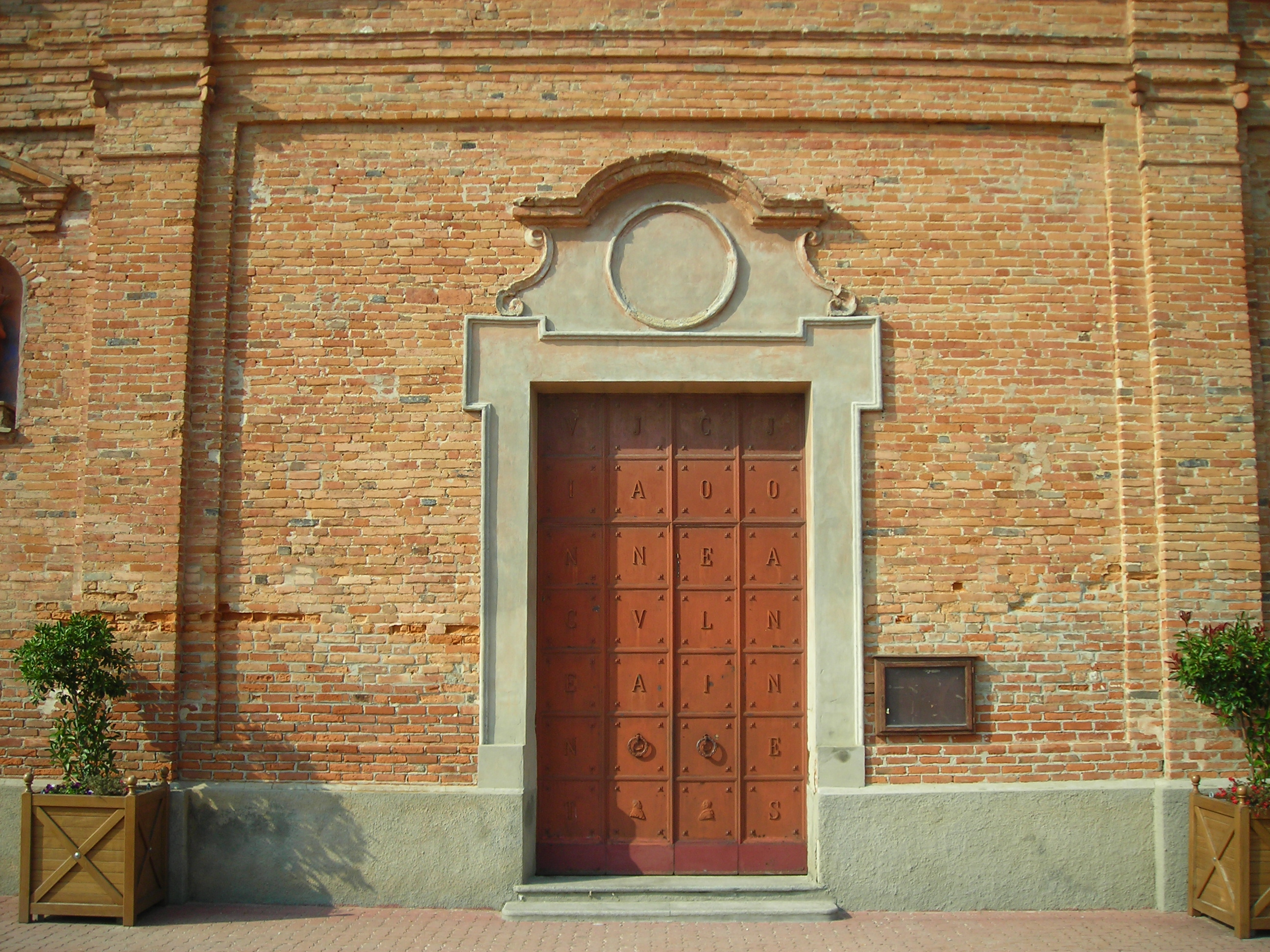
Il Portale della chiesa.
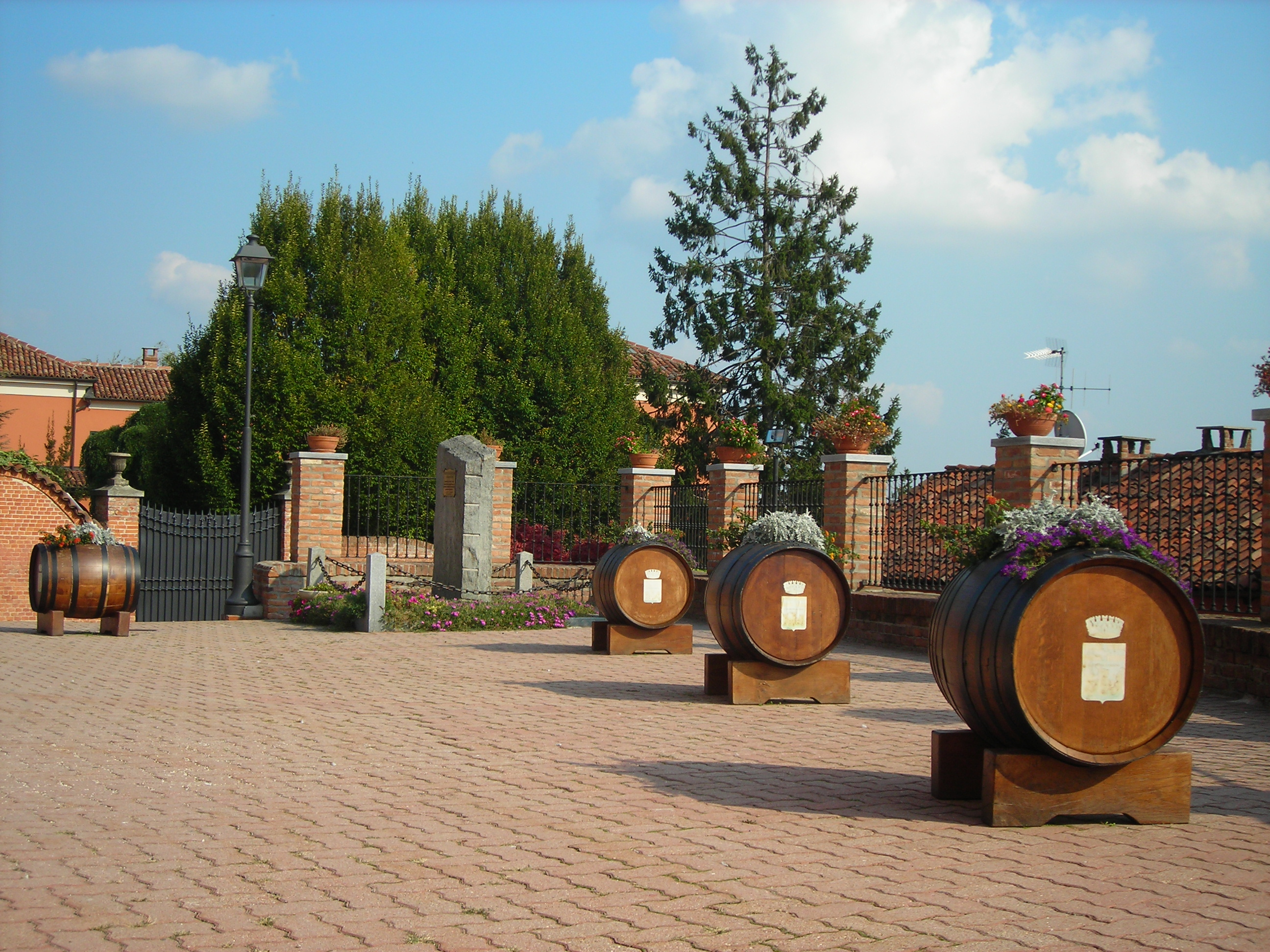
Piazzale della chiesa con il monumento ai caduti.